# Angie/L'uomo tigre
Angie/L'uomo tigre è un singolo dei gruppi Chelli & Chelli e I Cavalieri del Re, pubblicato nel 1982.

## Lato A
Angie è un brano musicale interpretato dai Chelli & Chelli, sigla dell'anime giapponese Angie Girl scritto da Mitzi Amoroso, composto da Corrado Castellari e arrangiato da Corrado Castellari e Silvano d'Auria. In un primo momento era stato interpretato da Stefania Bruno, membro del gruppo, ma poi fu scelta la versione interpretata da Bruno Chelli e Norina Piras ai cori.

## Lato B
L'Uomo Tigre, sigla dell'omonimo anime giapponese, è composta da Riccardo Zara e da lui interpretata con la formazione abituale dei Cavalieri del Re. Tuttavia la RCA, credendo che il nome del gruppo - per quanto molto famoso al momento - non potesse essere associato a un cartone di natura sportiva, decise di attribuire il brano al solo Zara, per non confondere l'acquirente.

### Formazione
- Riccardo Zara – voce, tastiere, chitarre, cori
- Gino Panariello – chitarre elettriche, basso
- Walter Scebran – batteria
- Clara Serina – cori
- Guiomar Serina – cori

### Curiosità
- Il titolo del brano era originariamente in inglese, ma l'etichetta si oppose anche a questo optando per un più rassicurante titolo in italiano.
- I ruggiti che si sentono spesso nel corso della canzone non sono quelli di una tigre, ma appartengono in realtà ad un leone.
- La sigla si può sentire in una breve scena nel film Quanto basta.